# 若堡
若堡（法語：Jobourg，法語發音：[ʒɔbuʁ]）是法国芒什省的一个旧市镇，属于瑟堡区。2017年，若堡和相邻的其它18个市镇合并为新市镇拉阿格。 

## 地理
若堡（49°40'58"N, 1°54'14"W）面积10.15 平方千米，位于法国诺曼底大区芒什省，该省份为法国西北部沿海省份，西、北、东北三面环大西洋，东起顺时针与卡爾瓦多斯省、奧恩省、马耶讷省和伊勒-维莱讷省接壤。
与若堡接壤的市镇（或旧市镇、城区）包括：欧代维尔、埃尔克维尔、小奥蒙维尔、圣日耳曼德沃。

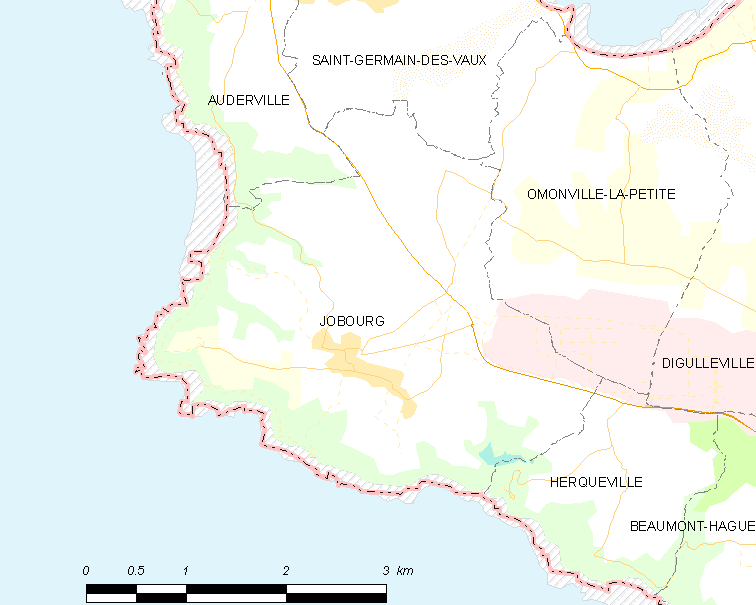
若堡的OSM定位图

若堡的时区为UTC+01:00、UTC+02:00（夏令时）。

## 行政
若堡的邮政编码为50440，INSEE市镇编码为50257。

## 政治
若堡所属的省级选区为拉阿格县。

## 人口

1962-2008年间若堡人口变化图示

若堡于2018年1月1日时的人口数量为488人。